# Jacques Bousquet
Jacques Bousquet fue un actor, director, compositor, dramaturgo, y guionista de nacionalidad francesa. 

## Filmografía

### Director
- 1925 : Der Tänzer meiner Frau, de Alexander Korda
- 1925 : Chouchou poids plume, de Gaston Ravel
- 1930 : L'amour chante, de Robert Florey
- 1930 : El amor solfeando, de Armand Guerra
- 1930 : Komm' zu mir zum Rendezvous, de Carl Boese
- 1932 : Le Champion du régiment, de Henry Wulschleger
- 1932 : Chouchou poids plume, de Robert Bibal
- 1933 : Mannequins, de René Hervil

### Guionista
- 1927 : Paris-New York-Paris, de Robert Péguy
- 1930 : Cendrillon de Paris, de Jean Hémard
- 1931 : Mam'zelle Nitouche, de Marc Allégret
- 1931 : Figuration, de Antonin Bideau
- 1932 : Aux urnes, citoyens !, de Jean Hémard
- 1932 : Chouchou poids plume, de Robert Bibal
- 1932 : Simone est comme ça, de Karl Anton, guionista junto a Yves Mirande
- 1932 : Un homme heureux, de Antonin Bideau
- 1933 : Idylle au Caire, de Reinhold Schünzel y Claude Heymann
- 1933 : Mannequins, de René Hervil
- 1934 : La Cinquième Empreinte, de Karl Anton
- 1934 : Nuit de mai, de Gustav Ucicky y Henri Chomette
- 1934 : Dédé, de René Guissart
- 1935 : L'Ange du foyer, de Léon Mathot
- 1938 : Un fichu métier, de Pierre-Jean Ducis

### Dialoguista
- 1930 : L'amour chante, de Robert Florey
- 1932 : Aux urnes, citoyens !, de Jean Hémard
- 1932 : Chouchou poids plume, de Robert Bibal
- 1932 : Un homme heureux, de Antonin Bideau
- 1933 : Idylle au Caire, de Reinhold Schünzel y Claude Heymann
- 1933 : La Guerre des valses, de Ludwig Berger
- 1933 : Mannequins, de René Hervil
- 1934 : Dédé, de René Guissart
- 1935 : Stradivarius, de Geza von Bolvary y Albert Valentin
- 1936 : Martha, de Karl Anton

### Actor
- 1920 : Le Secret d'Alta Rocca, de André Liabel
- 1932 : Aux urnes, citoyens !, de Jean Hémard
- 1932 : Un homme heureux, de Antonin Bideau
- 1936 : Paris, de Jean Choux
- 1936 : Sous les yeux d'Occident, de Marc Allégret
- 1936 : Les Jumeaux de Brighton, de Claude Heymann

## Obra teatral
- 1910 : Bigre !, revista en 4 cuadros de Rip y Jacques Bousquet, Teatro Femina
- 1913 : Eh ! Eh !, revista en 2 actos de Rip y Jacques Bousquet, Teatro Femina
- 1914 : Très moutarde, revista de Rip y Jacques Bousquet, Teatro Femina
- 1919 : Maggie, de Marcel Lattès, letras de Jacques Bousquet, libreto de Guy Bourrée, adaptación al inglés de Fred Thompson (representada en Londres en el Oxford Theatre; opereta no representada en Francia)
- 1921 : Nelly, de Marcel Lattès, nueva versión de Maggie, con letras de Jacques Bousquet, libreto de Henri Falk, con Denise Grey y Félix Oudart; Théâtre de la Gaîté
- 1924 : Gosse de riche, comedia musical en tres actos, libreto de Jacques Bousquet y Henri Falk, música de Maurice Yvain, Teatro Daunou
- 1926 : À Paris tous les deux, opereta en 3 actos y 6 cuadros, libreto de Jacques Bousquet, Teatro de los Campos Elíseos
- 1929 : Jean V, comedia musical en 3 actos, libreto de Jacques Bousquet, Henri Falk y André Barde
- 1933 : Música del film Caprice de princesse, de Karl Hartl, Henri-Georges Clouzot
- 1933 : Mannequins, de René Hervil, libreto de Jacques Bousquet
- 1935 : Les Joies du Capitole, de Raoul Moretti, libreto de Jacques Bousquet, música de Albert Willemetz; Teatro de la Madeleine, París.